# Castell de Sant Miquel (Castellterçol)
El castell de Sant Miquel, o de Castellterçol, o Castell Terçol, és un castell del terme municipal de Castellterçol, pertanyent a la comarca del Moianès. Està situat a migdia de la població, a uns 750 metres del nucli vell de Castellterçol. Fundat pel canonge Terçol, rebé antigament el nom de Castell d'en Terçol, així com el de Castell de Xetmar per haver pertangut a aquest llinatge. És un edifici de Castellterçol (Moianès) declarat bé cultural d'interès nacional.

## Història
La primera documentació sobre aquest castell és del 898, quan és esmentat el castro de quondam Terciol (castell del difunt Terçol), i el 925 i 940 es repeteix la fórmula, una mica evolucionada: castro Terciolo, i continua en diversos documents dels segles posteriors. El 1007 és esmentada ja la vila de Castellterçol: in Vallense, in Granullarius subteriore, que dicit villa Terciolo.
Vers el 1060 apareix com a senyor d'aquest castell la família dels Mir. Tedmar Mir, o Miró, posava l'any 1093 el castell sota l'alt domini del monestir de Santa Maria de l'Estany, mentre que assegurava per a ell i els seus descendents el domini útil del castell i de les seves rendes. Alhora, feia construir la capella de Sant Miquel. Els Tedmar -el nom passà a cognom, abandonant el de Mir- continuaren al capdavant del castell, mentre el cognom evolucionava a Xedmar, Xetmar, Xatmar i Xammar (aquesta darrera forma és la que encara perviu com a cognom actualment). El 1229 s'acabava aquesta situació: el monestir de l'Estany comprava a Ramon Xetmar el total domini del castell pel preu de 20.000 sous. La compra es va completar el 1323, quan els canonges de l'Estany compraven a Jaume el Just tota la jurisdicció alta i baixa, el mer i mixt imperi del castell i terme de Castellteçol, esdevenint així l'abat de l'Estany senyor i baró de Castellterçol.
Entre els segles xii i xiv el monestir de l'Estany tingué a Castellterçol una família de castlans, que adoptaren el conom de Castellterçol. Diversos fills d'aquesta família entraren com a canonges a Santa Maria de l'Estany. De tota manera, el castell va perdre la funció militar i, tot i continuar sent el centre del terme de Castellterçol, va esdevenir una masoveria, i les terres i la ferreria que posseïa, arrendades a persones del terme.

## L'edifici
Malgrat les moltes transformacions al llarg dels segles, a la part baixa de l'edifici que hom anomena encara el Castell es veuen uns fragments de murs antic, amb espitlleres, així com la capella del castell, d'origen romànic, situada al costat sud-est del castell: la capella de Sant Miquel.
L'edifici principal del castell és un bastiment de planta quasi rectangular (13,9 x 10,5 m²), amb uns murs d'un gruix d'1,3 m. Els murs originals conservats fan una alçada de 4,2 metres, llevat de la nord, que arriba als 10 m. Els carreus són grossos, escairats, tot i que en bastants llocs han rebut substitucions i modificacions. La distribució interior d'aquest edifici no es pot conèixer, a causa de les moltes modificacions sofertes amb el pas dels segles. Aquesta construcció està inclosa en un recinte exterior pentagonal, el pany més llarg del qual fa uns 30 metres. El gruix dels murs va dels 80 centímetres al metre. A la part inferior del mur exterior hi ha nombroses sageteres, en alguns llocs disposades en dues rengleres, i en tot el sector septentrional es conserva el fossar, de força profunditat i amplada.
El costat de migdia és el que va ser habilitat com a mas quan el castell va perdre la seva funció militar. Hi ha una porta del segle xvi, i una torre rodona aproximadament de la mateixa època que en substituí una d'anterior, romànica, de planta quadrada.